# Нијесмо ми од јуче
Нијесмо ми од јуче је црногорска телевизијска серија, чији су аутори Данијел Прашчевић (Боро Приказа), Зоран Мирић (Јоке Приказа) и Бојан Каљевић (Гвидо Приказа) који су уједно и главни глумци серије и често су у епизодама и једини глумци. У неким епизодама појављују се и споредни глумци, од којих је најпознатији Слободан Шијачић (Мираш Вујов).

## Ликови

### Боро Приказа
Боривоје Боро Приказа је глава куће, увијек је у владајућој партији и подржава сваки поступак власти. Много пута у животу је мењао своја политичка опредељења као што је то радила и власт у Црној Гори, прихвата власт без икакве савести. Представља данашњу фигуру власти оличену у неморалу и лењости при безусловној подршци Европској унији и НАТО-у. Као највеће непријатеље Црне Горе види просрпски оријентисане Јоку и Мираша, које осим за подривање државе и система оптужује и за швалерацију.

### Јоке Приказа
Јованка Јоке Приказа (дјевојачки Туђман) представља мајку и жену у породици, иако је глуми мушки глумац. Рођена је у Шибенику у Хрватској гдје је и упознала Бора док је служио војску. Она је југоносталгичар и русофил. Противник је власти у Црној Гори. Једина у кући обавља све кућне послове и често је вербално малтретирана од стране супруга.

### Гвидо Приказа
Гвидоје Гвидо Приказа је син породице Приказа. Још увијек иде у седми разред основне школе, иако има преко 30 година. У серији је представљен као не-интелигентан. Слепо слуша свога оца.

### Мираш Вујов
Мираш Вујов је први и једини комшија породице Приказа у селу Праћиште. Пензионер је и некада је радио као професор у школи. Национално се изјашњава као Србин и вечита је мета напада Бора Приказе и његовог сина као највећи непријатељ напретка тог дијела Црне Горе. Он и Јоке су симпатизери опозиције, док су Гвидо и Боро симпатизери власти.

## Радња
Серија говори о политичким проблемима у Црној Гори кроз причу трочлане породице Приказа која живи у планинском селу Праћиште у близини Никшића. Измишљено село Праћиште има само четири становника и окружено је селима Доње и Горње Баљеге. Серија представља сатиричну критику црногорског друштва, неозбиљности власти, прогона неистомишљеника и подијела у друштву.

## Преглед и епизоде
| Сезона | Сезона | Епизоде | Епизоде | Оригинално емитовање | Оригинално емитовање |
| Сезона | Сезона | Епизоде | Епизоде | Премијера            | Финале               |
| ------ | ------ | ------- | ------- | -------------------- | -------------------- |
|        | 1.     | 32      | 32      | 23. март 2008.       | 26. октобар 2008.    |
|        | 2.     | 18      | 18      | 14. фебруар 2009.    | 13. јун 2009.        |
|        | 3.     | 31      | 31      | 9. септембар 2009.   | 13. јун 2010.        |
|        | 4.     | 32      | 32      | 3. септембар 2011.   | 26. фебруар 2012.    |
|        | 5.     | 47      | 47      | 29. септембар 2012.  | 7. септембар 2013.   |
|        | 6.     | 41      | 41      | 18. јун 2017.        | 15. април 2018.      |
|        | 7.     | 20      | 20      | 14. октобар 2018.    | 10. март 2019.       |
|        | 8.     | 20      | 20      | 15. јун 2020.        | 21. август 2020.     |
|        | 9.     | 10      | 10      | 4. јун 2022.         | 2. јун 2023.         |
|        | 10.    | 10      | 10      | 9. јун 2023.         | 10. октобар 2023.    |
|        | 11.    | -       | -       | 2025.                | 2025.                |

## Сезоне

### Прва сезона (2008)
- Иностранство
- Пекмез
- Водоземац
- Европска унија
- Помоћница
- Посјета
- Полицајац
- Млин
- Пакет од стрика
- Трактор
- Очњаци
- Археолози
- Екскурзија
- Буке
- Депилација
- Обрачун
- Лемозина
- Клопка
- Секун хенд
- Завади па владај
- 8. март
- Затвор
- Идијот
- Лозинка
- Фудбал
- Фискултура
- Фамилија
- Скок
- Оли Рен
- Мајн кампф
- Хот лајн
- Одлазак

### Друга сезона (2009)
- Арбајт
- Норман
- Брашно
- Повратак
- Лунапарк
- Ташта 1
- Мала матура
- Ауто отпад
- Ташта 2
- Дивље свиње
- Соко
- Избори
- Позивница
- Симултанка
- Мјесечница
- Мат
- Југославија
- Генерали

### Трећа сезона (2009-2010)
- Предавање
- Паулина
- Жиранти
- Енглески
- Лутко мала
- Гласачка кутија
- Романса
- Туристи 1
- Пљачка
- Протокол
- Хермафродити
- Туристи 2
- Сновиђење
- Превара
- Новогодишња епизода
- Ловћенац
- Част и образ
- Коњарство
- Мито
- Пепељуга
- Камен
- Мимоза
- Агитација
- Чаробна кутија
- Граматика
- Ципеле
- Челси-Сутјеска
- Женска права
- Купопродаја
- Двобој
- Теxас

### Четврта сезона (2011-2012)
- Кампања
- Манијак
- Мурва
- Љетовање
- Женидба
- Комуналије
- Пред грозница
- Жена
- Донатор
- Психијатар
- Разбојници
- Инспектор
- Еколози
- Дилери
- Чаире
- Земља
- Црни Себастијан
- Шпаринг
- Винарија
- Дипломац
- Телевизор
- Драженка
- Кандидатура
- Анкета 1
- Отмица
- Домина
- Анкета 2
- Замјена
- Возач
- Супермаркет
- Вечера
- Камелија

### Пета сезона (2012-2013)
- Родитељ 1 и 2
- Стрес
- Ликвидација
- Демонстрације
- Презентација
- Предсказање
- Агенти
- Преглед
- Пирсинг
- Шпијуни
- Хостел
- Воденичар Гаврило
- Завјера
- Референдум
- Кредит
- Вјештачко дисање
- Аутомафија
- Криминал и корупција
- Тровање
- Трибјунал
- ДНК
- Видовдан
- Кашњење
- Слон
- Ромео(Гвидоје) и Јулија
- Кришкан
- Рампа
- Зеленаши
- Мерцедес
- Помирење
- Бисер
- Бој
- Моника(Црвенкапа)
- Штрајк
- Оглас
- Италија
- Позајмица
- Тестамент
- Репери
- Новогодишња епизода 2014
- Новогодишња епизода 2015
- Интервју Земљом Херцеговом
- Новогодишња епизода 2016

### Шеста сезона (2017-2018)
- Роде
- Србија вс Црна Гора
- Мед и ораси
- Трудноћа
- Развод
- Турнир
- Барон
- Херцеговка
- Мигрант
- Руска кладионица
- Камера
- Киднапери
- Празник
- Интернационалци
- Каса
- Инат
- Телепортација
- Благо
- Дилема
- Поправни
- Ладно пиво, сокови и тетка(тв филм)
- Тв дуел
- Металка
- Професионалац
- Бизнисмен
- Ликовно
- Шанса
- Министар
- Државни удар
- Њива
- Буквар
- Органи
- Гарсоњера
- Конобари
- Туча(Бокс)
- Кревет
- Откуп
- Свирач
- Рођендан
- Говор
- Наградно путовање

### Седма сезона (2018-2019)
- Атомско склониште
- Љубимац
- Роминг
- Аквизитери
- Кафана
- Дан независности
- Норвежанка
- Пријава
- Бурек
- Ново доба
- Промискуитет
- Чења
- Селфи
- Западни сусједи
- Паре
- Банкет
- Химна
- Лаптоп
- Ђевојка
- Улица

### Осма сезона (2019-2020-2021)
- Новогодишња епизода 2020
- Монтерамуш
- Шведски
- Анегдота
- Олд тајмер
- Бетонизација
- Ћирилица
- Контраобавјештајац
- Зимница
- Бордел
- Ђуро
- Дисфункција
- Халуцинације
- Коверта
- Ноћни клуб
- Новчаник
- Пензија
- Поклон
- Страдиварди
- Тробојка
- Аукција

### Девета сезона (2021-2022)
- Патрола
- Дјечији додатак
- Састанак
- Незвани гост
- Тест интелигенције
- Службено путовање 1
- Службено путовање 2
- Пожар
- Голф
- Џоинт

### Десета сезона (2023)
- Петњица
- Локатор
- Кештење
- Смоквица
- Сен Жермен
- Рђа
- Бијело робље
- Свекрва
- Судопера
- Колачи

## Улоге
| Данијел Прашчевић   | Боро Приказа      | Главни   | Главни   | Главни   | Главни   | Главни   | Главни   | Главни   | 210      |   |    |
| Бојан Каљевић       | Гвидо Приказа     | Главни   | Главни   | Главни   | Главни   | Главни   | Главни   | Главни   | 209      |   |    |
| Зоран Мирић         | Јоке Приказа      | Главни   | Главни   | Главни   | Главни   | Главни   | Главни   | Главни   | 193      |   |    |
| Слободан Шијачић    | Мираш Вујов       |          | Епизодни | Главни   | Главни   | Главни   | Главни   | Главни   | 143      |   |    |
| Ранко Кадунчић      | Вељо              | Главни   | Епизодни | 21       |          |          |          |          |          |   |    |
| Миливоје Рабреновић | Рабрен            | Главни   | Епизодни | 21       |          |          |          |          |          |   |    |
| Шаби Романтико      | Шаби Романтико    |          | Епизодни | Епизодни | Епизодни | Епизодни | 30       |          |          |   |    |
| Блек Дени           | Блек Дени         |          | Епизодни | Епизодни | 1        |          |          |          |          |   |    |
| Бато Мрачевић       | Бато              |          |          |          |          | Епизодни | Епизодни | Главни   | Главни   |   | 12 |
| Предраг Велфел      | Барон             |          |          |          |          |          | Епизодни |          | 5        |   |    |
| Андрија Девић       | Министар Цицварић | Епизодни |          | Епизодни | Епизодни | Епизодни | Епизодни |          | 11       |   |    |
| Милан Марковић      | Мојаш Радоњић     |          |          |          |          | Главни   |          | 12       |          |   |    |
| Миодраг Шимрак      | Чења              |          |          |          |          | Епизодни | Епизодни | Епизодни | Епизодни |   | 2  |
| Моника Мрачевић     | Моника            |          |          |          |          | Главни   | Главни   |          | 8        |   |    |
| Милан Радунчић      | Власта            | Главни   |          | 6        |          |          |          |          |          |   |    |
| Милан Жарић         | Директор школе    |          |          | Епизодни | Епизодни | Епизодни |          | 9        |          |   |    |
| Дејан Шофранац      | Брајан Адамс      |          |          | Епизодни | Епизодни | Епизодни |          | 12       |          |   |    |
| Милорад Петровић    | Ташта             |          | Епизодни |          | 2        |          |          |          |          |   |    |
| Слађана Кијановић   | Норвежанка        |          |          |          |          |          |          | Епизодни |          | 2 |    |
| Сретен Антуновић    | Продавач телефона |          |          |          |          |          |          | Епизодни |          | 1 |    |